# NGC 5155
NGC 5155 في الفهرس العام الجديد، هي مجرة، تقع في كوكبة قنطورس. اكتشفت في 16 يونيو 1835 بواسطة جون هيرشل.

## روابط خارجية
- NGC 5155 على موقع ويكي سكاي: DSS2, SDSS, GALEX, IRAS, Hydrogen α, X-Ray, Astrophoto, Sky Map, Articles and images